# Kleinbahn Freienwalde–Zehden 3
Die Kleinbahn Freienwalde–Zehden 3 ist eine zweiachsige Diesellokomotive mit Stangenantrieb, die von den Deutschen Werken (DWK) für den Betrieb beim Landesverkehrsamt Brandenburg entwickelt wurde und dort im Einsatz stand.
Die Lokomotive kam nach dem Zweiten Weltkrieg nach Norddeutschland und ist beim Verein Verkehrsamateure und Museumsbahn in Schönberger Strand erhalten.

## Entwicklung
Die Lokomotive zählt zum Typenprogramm 1932 der DWK, welches sieben Typen umfasste und in der Bezeichnung die Art der Krafterzeugung (D = Dieselmotor) und die Motorleistung enthielt.
In der Untergruppe D 175 gab es zwei Lokomotiven, zum einen diese Lokomotive sowie die Schmalspurlokomotive Hohenlimburger Kleinbahn 3II für Meterspur.
Für das Landesverkehrsamt Brandenburg wurde diese Lokomotive entwickelt, die bei der Kleinbahn Freienwalde-Zehden eingesetzt wurde.

## Technik
Der geschweißte Rahmen ist aus Stahlblechen hergestellt und durch Quer- und Längsversteifungen sowie eine große Zahl von Rippen versteift. An den Stirnwänden sind die Pufferbohlen mit der Zug- und Stoßeinrichtung angebracht. Das Laufwerk, gebildet aus Radsätzen, der sich innerhalb der Achsengruppe befindlichen Blindwelle und den Lagern sowie Kuppelstangen, wird mit Gleitlagerung geführt.
Die Maschinenanlage bestand aus einem Fünfzylinder-Viertakt-Reihendieselmotor und einem mechanischen Vierganggetriebe der DWK. Der Motor hatte eine Leistung von 175 PS bei einer Drehzahl von 1000 Umdrehungen pro Minute. Angelassen wurde er elektrisch. Die Motorkühlung war als Wasserkühlung ausgeführt. Jeder Zylinder besaß eine separate Dieseleinspritzpumpe.
Später hat die Lokomotive einen Tauschmotor von KHD erhalten. Beim mechanischen Getriebe standen die Zähne ständig im Eingriff, der Kraftfluss wurde über Klauenkupplungen geschaltet. Die Geschwindigkeiten der einzelnen Gangstufen waren 8,6 km/h, 19,1 km/h, 34,2 km/h und 52 km/h, die Zugkraft war 44 kN. Die Getriebeabgangswelle war gleichzeitig die Blindwelle.
Die Lokomotive besaß eine indirekte Bremse Bauart Knorr und eine Handbremse. Die Luft für die Bremse wurde von einem direkt an den Getriebeeingang angeflanschten Luftverdichter erzeugt. Die Druckluft war außerdem zum Schalten für das Getriebe einschließlich Wendegetriebe sowie Sandstreuer, Totmanneinrichtung und Makrofon verwendbar.
Der Führerstand ist durch elastische Zwischenlagen von Fahrgestell und Motorraum getrennt, um Schwingungen zu minimieren. Als Aufstiegsmöglichkeiten besaß er die beiden seitlichen Führerstandstüren, eine Tür rechts vorn auf den Umlauf und eine Tür hinten mittig zum Übergang in die Wagen. Die Lage dieser Tür ist noch gut zu erkennen, alle anderen Türen sind vorhanden.

## Einsatz
Die Lok war bis Ende des Zweiten Weltkrieges beim Landesverkehrsamt Brandenburg im Einsatz. 1945 stand sie bei DWK in Kiel. Nach 1945 wurde sie bis zu ihrer Ausmusterung 1971 bei der Eisenbahn-Gesellschaft Altona-Kaltenkirchen-Neumünster mit gelegentlichen Vermietungen an die Elmshorn-Barmstedt-Oldesloer Eisenbahn eingesetzt.
Seit 1971 gehört sie dem Verein Verkehrsamateure und Museumsbahn und ist seit 2019 wieder betriebsfähig. Sie wird auf der Museumseisenbahn Schönberg–Schönberger Strand eingesetzt. Die Lokomotive besitzt im deutschen Fahrzeugeinstellungsregister die NVR-Nummer 98 80 3270 101-9 D-VVM.